# Hans Eggenberger
Hans Eggenberger (* 27. Mai 1881 in Rorschach; † 12. August 1946 in Wildhaus; heimatberechtigt in Grabs) war ein Schweizer Arzt und Kropfforscher.

## Leben

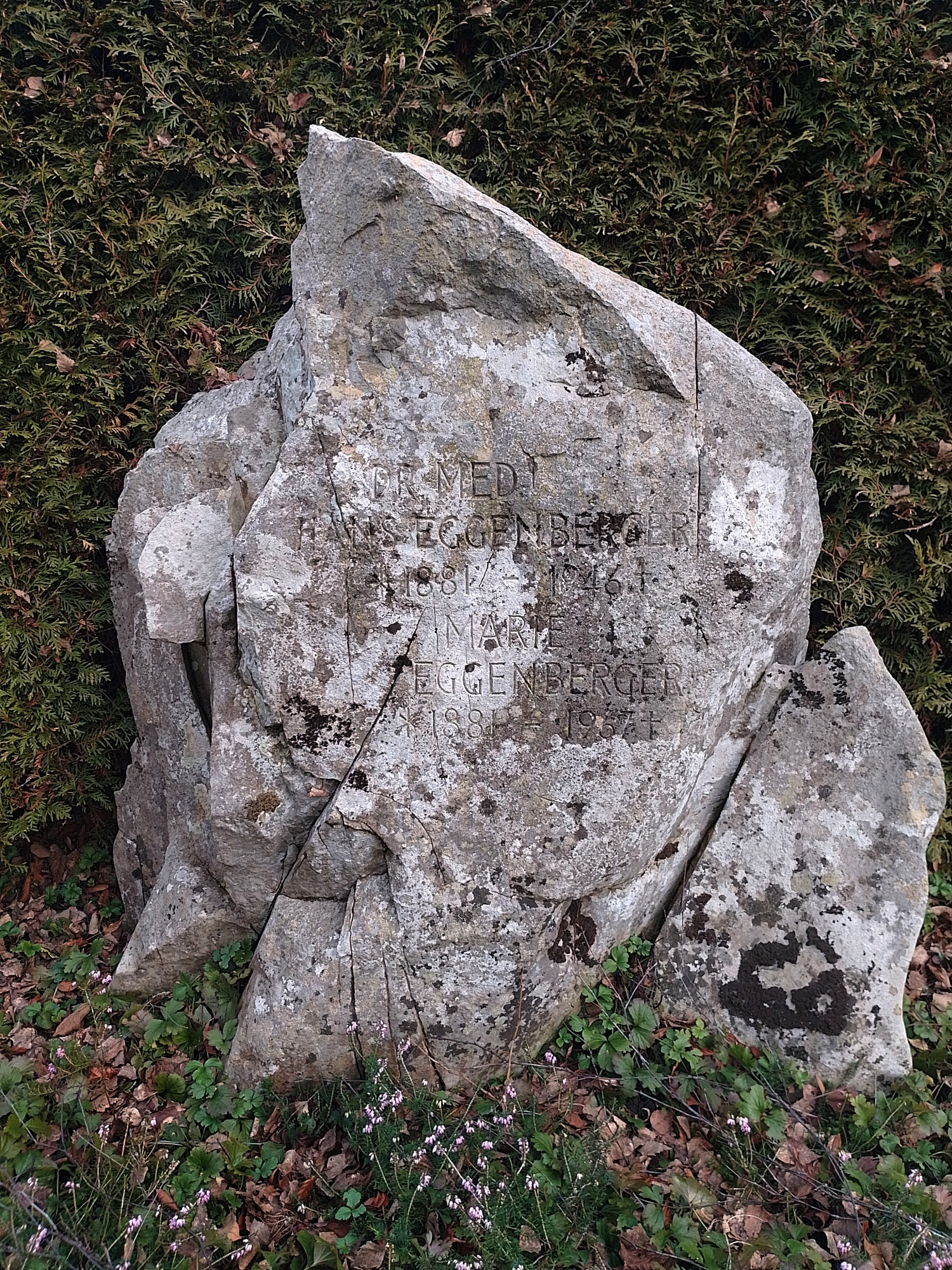
Grab, Friedhof Herisau

Er war ein Sohn von Burkhard Eggenberger, Lehrer, und Maria Frei. Er besuchte Schulen in St. Gallen und Basel und studierte von 1900 bis 1906 Medizin an den Universitäten Basel und Leipzig. Im Jahr 1909 heiratete er Marie Burger, Tochter von Christian Burger, Pianofabrikant. Von 1909 bis 1916 führte er zusammen mit einem Kollegen eine Arztpraxis in Herisau. Von 1916 bis 1940 war er Chefarzt am Bezirksspital Herisau. 1940 eröffnete er eine Privatpraxis für Kropfpatienten. Am 12. August 1946 verunglückte er am Wildhauser Schafberg.
Eggenberger erkannte den Jodmangel als die Hauptursache für die Bildung eines Kropfs. Nachdem Otto Bayard 1918 in den Gemeinden seines Praxisgebietes des Nikolaitals mittels einer richtig dosierten Beimischung von Jodkali zum Speisesalz beweisen konnte, dass sich damit die Kropf- und Knotenbildung, die Vergrößerung der Schilddrüse und die Entwicklungsstörungen ohne unerwünschte Beeinträchtigungen und Schädigungen erfolgreich behandeln lassen, bewirkte Eggenberger 1922 auf dem Weg einer Volksinitiative, dass in Appenzell Ausserrhoden jodiertes Salz ausgegeben wurde. Nach anfänglichem Widerspruch von Seiten der Medizin und der Schweizerischen Kropfkommission setzte sich die Jodprophylaxe schnell in der Schweiz und auch in Österreich durch. Eggenbergers Schwiegersohn Hans Jakob Wespi ergänzte später dieses Jodsalz durch einen weiteren Zusatz, Natriumfluorid, wodurch ein Beitrag zur Kariesprophylaxe durch Salzfluoridierung geleistet werden sollte.
Von 1920 bis 1933 gehörte Eggenberger der kantonalen Sanitätskommission an. Im Jahr 1911 war er Mitbegründer des Appenzellischen Roten Kreuzes. Ab 1920 präsidierte er dieses. Er fungierte 1920 als Mitbegründer der Liga zur Bekämpfung der Tuberkulose in Appenzell Ausserrhoden. Von 1918 bis 1921 war er Präsident der Appenzellischen Offiziersgesellschaft. Sein unermüdlicher Einsatz galt der gesunden Ernährung und der Verhütung von Kropf und Kretinismus.
Eggenberger heiratete 1909 Marie, geborene Burger (1881–1967). Seine letzte Ruhestätte fand er auf dem Friedhof Herisau.

## Schriften (Auswahl)
- Das Vollsalz (jodiertes Kochsalz) zur Prophylaxe von Kropf und Kretinismus. In: Heinrich Hunziker: Die Prophylaxe der grossen Schilddrüse, gleichzeitig ein Stück vergleichende Klimatologie der Schweiz und ein Leitfaden für systematische naturwissenschaftliche Forschungen. Birscher, Bern/Leipzig 1924.

## Einzelbelege
1. ↑  Thomas Fuchs: Eggenberger, Hans. In: Historisches Lexikon der Schweiz.

| Personendaten    | Personendaten                    |
| ---------------- | -------------------------------- |
| NAME             | Eggenberger, Hans                |
| KURZBESCHREIBUNG | Schweizer Arzt und Kropfforscher |
| GEBURTSDATUM     | 27. Mai 1881                     |
| GEBURTSORT       | Rorschach                        |
| STERBEDATUM      | 12. August 1946                  |
| STERBEORT        | Wildhaus                         |